# Home Counties

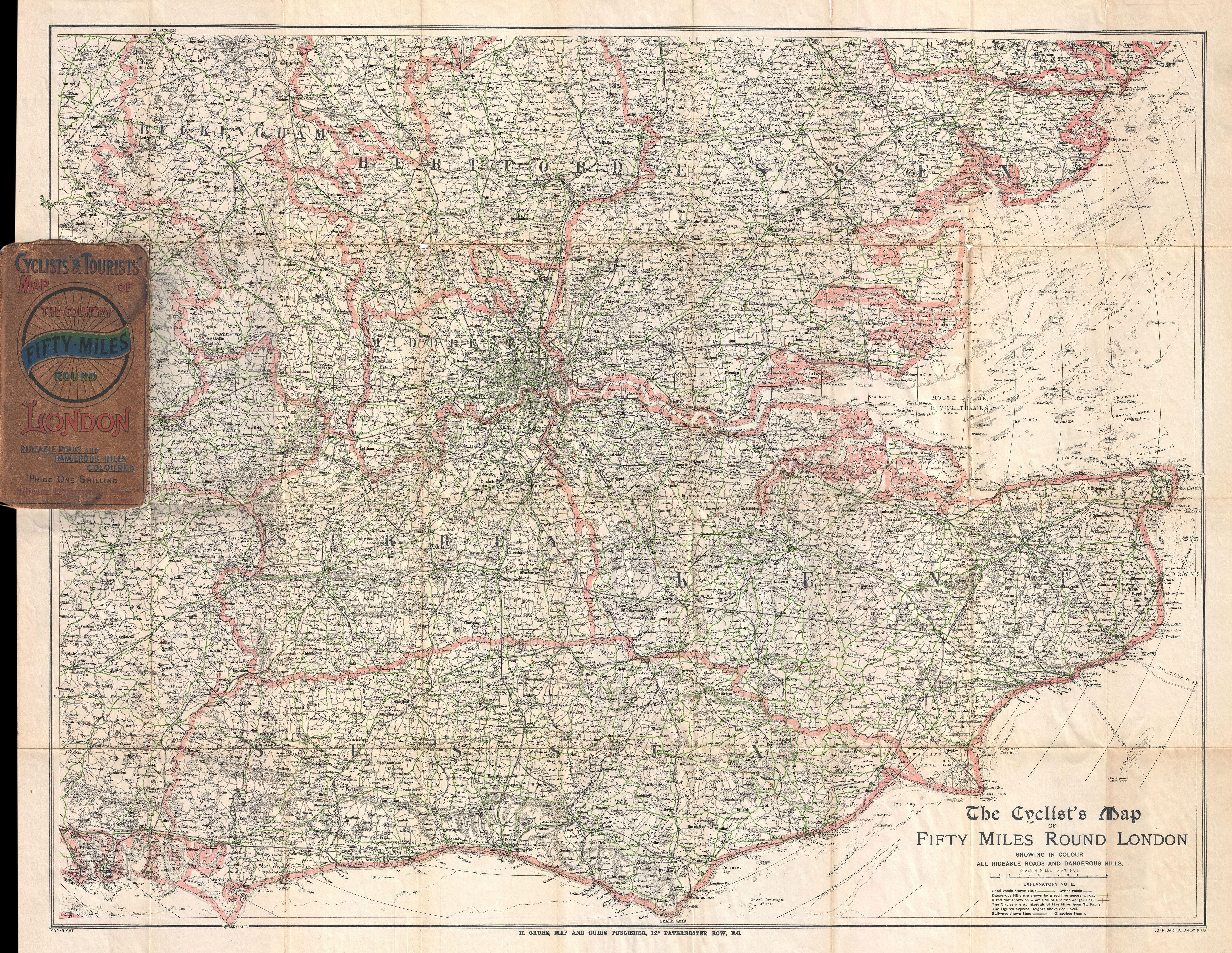
Londyn i okolice w promieniu 50 mil – mapa dla rowerzystów z 1895 roku

Home Counties (z ang. dosł. „domowe hrabstwa”) – określenie odnoszące się do angielskich hrabstw otaczających Londyn (współcześnie region Wielkiego Londynu), z wyłączeniem samego miasta. Nie istnieje ścisła definicja obszaru, do którego odnosi się to określenie, jednak do zaliczanych do niego hrabstw należą Bedfordshire, Berkshire, Buckinghamshire, Essex, Hampshire, Hertfordshire, Kent, Middlesex (istniejące do 1965 roku), Oxfordshire, Surrey oraz Sussex (od 1888 roku West Sussex i East Sussex).
Home Counties są ściśle związane ze stolicą, a dla dużej części mieszkańców tego obszaru Londyn jest miejscem pracy. Hrabstwa te mają w znacznej mierze charakter wiejski, choć po II wojnie światowej w ramach programu, mającego na celu przesiedlenie części mieszkańców Londynu poza jego granice, na ich terenie powstało od podstaw oraz rozbudowano kilkanaście miast (tzw. new towns), m.in. Basildon, Bracknell, Crawley, Hemel Hempstead, Milton Keynes czy Welwyn Garden City.